# Souimanga à ventre blanc
Cinnyris talatala
Espèce
Statut de conservation UICN

 LC  : Préoccupation mineure
Le Souimanga à ventre blanc (Cinnyris talatala) est une espèce de passereaux appartenant à la famille des Nectariniidae.

## Répartition
Son aire inclut savane sèche, Baikiaea, Combretum, miombo, mopane... à travers le sud de l'Afrique subsaharienne.

## Taxonomie
Certains ornithologistes le classent dans le genre Nectarinia.

## Sous-espèces
D'après le Congrès ornithologique international, cette espèce est constituée des deux sous-espèces suivantes (ordre phylogénique) :
- Cinnyris talatala arestus (Clancey) 1962
- Cinnyris talatala talatala Smith,A 1836